# Palazzo dei Congressi (Salsomaggiore Terme)

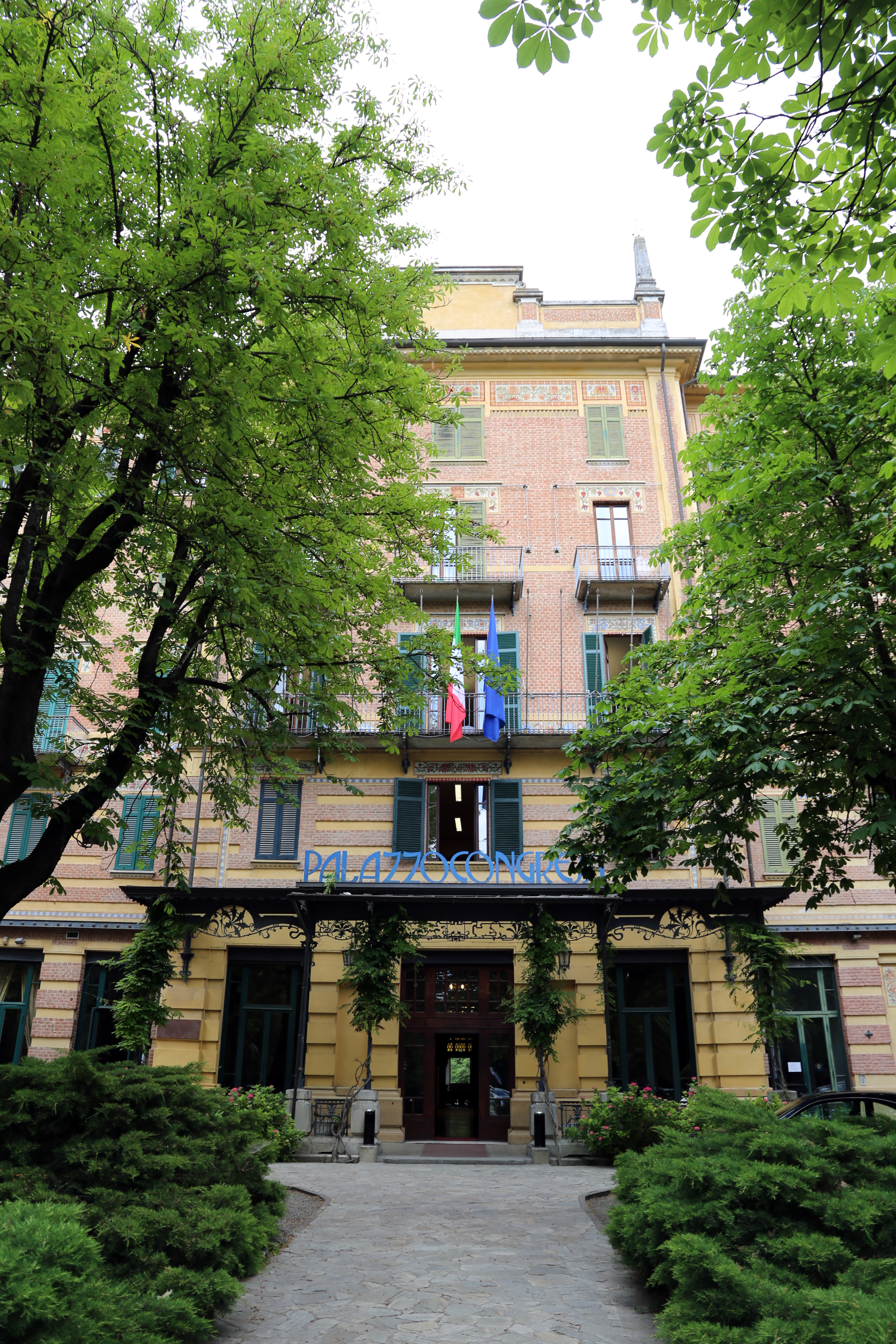
Eingang zum Palazzo dei Congressi

Der Palazzo dei Congressi ist ein großes Jugendstilgebäude im ehemaligen Grand Hôtel des Thèrmes in Salsomaggiore Terme in der italienischen Region Emilia-Romagna. Es liegt an der Viale Romagnosi 7. Es enthält 17 Kongresssäle, die Gemeindebibliothek Gian Domenico Romagnosi, das paläontologische Museum Il mare antico, die technischen Büros der Gemeinde und die Hochschule Giuseppe Magnaghi.

## Geschichte

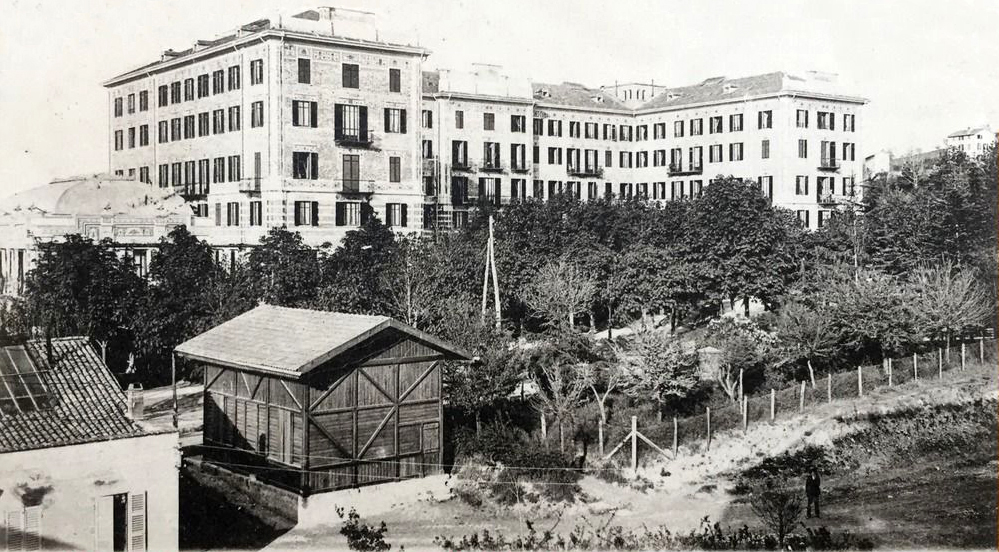
Die Fassade des Grand Hôtel des Thèrmes im Jahre 1904

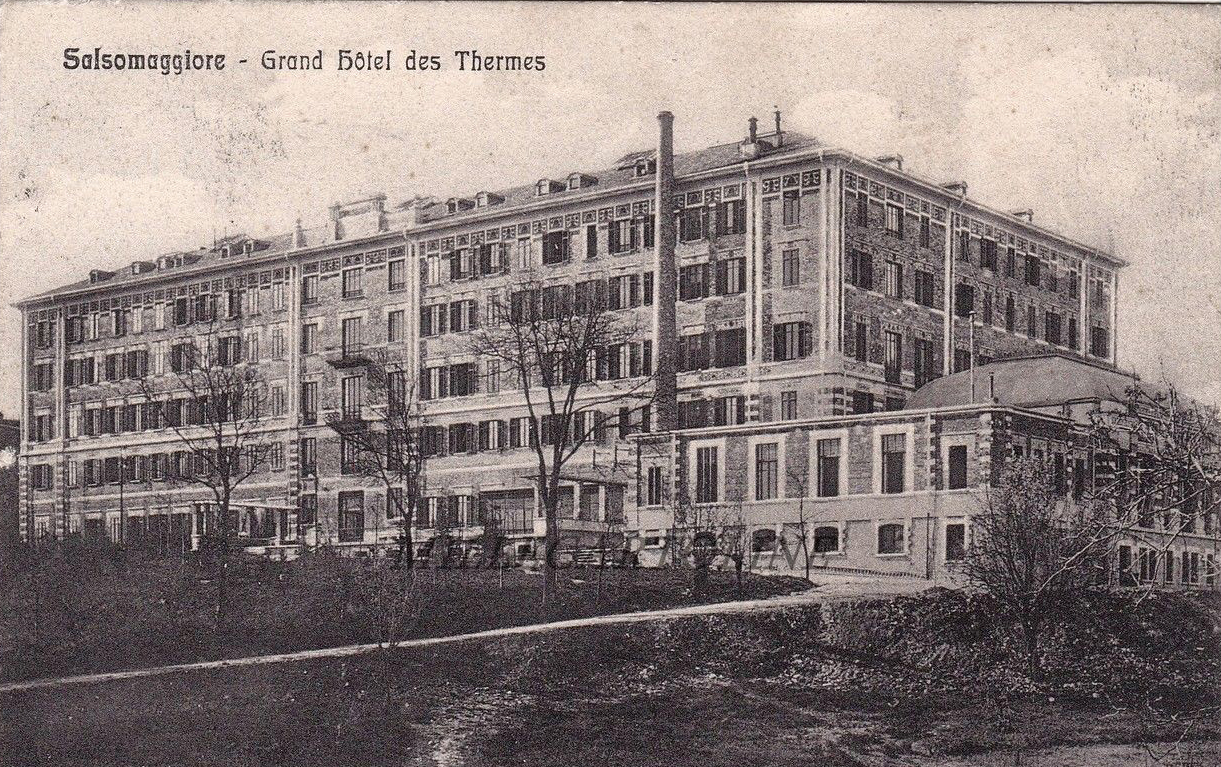
Die Rückseite des Grand Hôtel des Thèrmes im Jahre 1917

Das Grand Hôtel des Thèrmes wurde 1898 im Auftrag der Società Magnaghi unter der Leitung des Architekten Luigi Broggi aus Mailand errichtet. Bereits in der Projektphase griff Broggi auf den Rat des bekannten Schweizer Hoteliers César Ritz und des Hotelarchitekten Alphons Maximilian Pfyffer von Altishofen zurück, die auch das Hotel ab der Einweihung 1901 betrieben und 1910 die Eigentümer wurden. Das Gebäude stellte sich als sehr modernes Hotel mit 300 durch Radiatoren beheizten Zimmern und den fortschrittlichsten Technologien seiner Zeit dar. Der Komplex, der inmitten eines Parks mit Tennisplätzen liegt, war das größte und prestigeträchtigste Gebäude in Salsomaggiore; dort wohnten jahrelang die Königin Margarethe, Gabriele D’Annunzio, die Zarin Aleksandra Fëdorovna Romanova und Frau Franca Florio.
Nach dem Ersten Weltkrieg kaufte die Società Anonima Grandi Alberghi Salsomaggiore das Hotel und betraute Riccardo Ferrario mit dessen Verwaltung, der die Erweiterung und die Dekorierung einiger Säle veranlasste. Mit dem Projekt wurden der Architekt Ugo Giusti und der Künstler Galileo Chini betraut, die 1923 die benachbarte Terme Berzieri fertiggestellt hatten. Die Arbeiten begannen 1924 mit der Errichtung eines neuen Baukörpers zum Park hin, der sich an den großen Palast anlehnte. Der Salone Moresco und die Taverna Rossa wurden 1926 verschwenderisch mit einigen Spektakeln eingeweiht, die zu dieser Gelegenheit vom Komponisten Giuseppe Verdi zum Bühnenbild von Galileo Chini geschaffen wurden. Die Loggia wurde im Folgejahr fertiggestellt.
Nach dem Zweiten Weltkrieg wurde das Grand Hôtel des Thèrmes an den Grafen Giovanni Leoni verkauft, der den Architekten Vittoriano Viganò mit der Projektierung eines großen Freibades beauftragte, das um 1950 im Park hinter dem Gebäude erstellt wurde.
1966 kaufte die Gemeinde Salsomaggiore Terme das imposante Gebäude und beschloss, daraus einen Kongresspalast zu machen. Dennoch verfiel der Komplex bis 1988; dann wurden die ersten Erhaltungsarbeiten eingeleitet und in der Nähe des Palastes unter der Leitung der Architekten Mambriani und De Giovanni das große Auditorium Europa errichtet. In dieser Zeit fanden in dem Gebäude die letzten Abendvorstellungen zur Wahl der Miss Italien 1983, 1987 (Zweites Finale), 1989 und 1990 statt, ebenso wie einige Ausgaben der Miss Italien in der Welt (Schönheitskonkurrenz der Auslandsitalienerinnen).
1995 wurde ein Teil des Tiefparterres umgebaut und dort die neue Gemeindebibliothek Gian Domenico Romagnosi eröffnet. Im ersten Obergeschoss unter Verwendung der alten Hotelzimmer die Säle Toscanini, Verdi, Caruso und Tamagno geschaffen, im zweiten Obergeschoss die Säle Barberini, Callas und Tebaldi. Im dritten Obergeschoss wurde dagegen das paläontologische Museum Il mare antico untergebracht und im vierten Obergeschoss die technischen Büros der Gemeinde, deren Archive im Dachgeschoss ihren Platz fanden. Schließlich entstand im Ostflügel die Hochschule Giuseppe Magnaghi.
Zwischen 2006 und 2011 wurden weitere Restaurierungsarbeiten durchgeführt, die den großen Platz vor dem Palast, die Dekoration der Hauptfassade und vor allem das Atrium, die Treppe und verschiedene Säle betrafen.

## Beschreibung

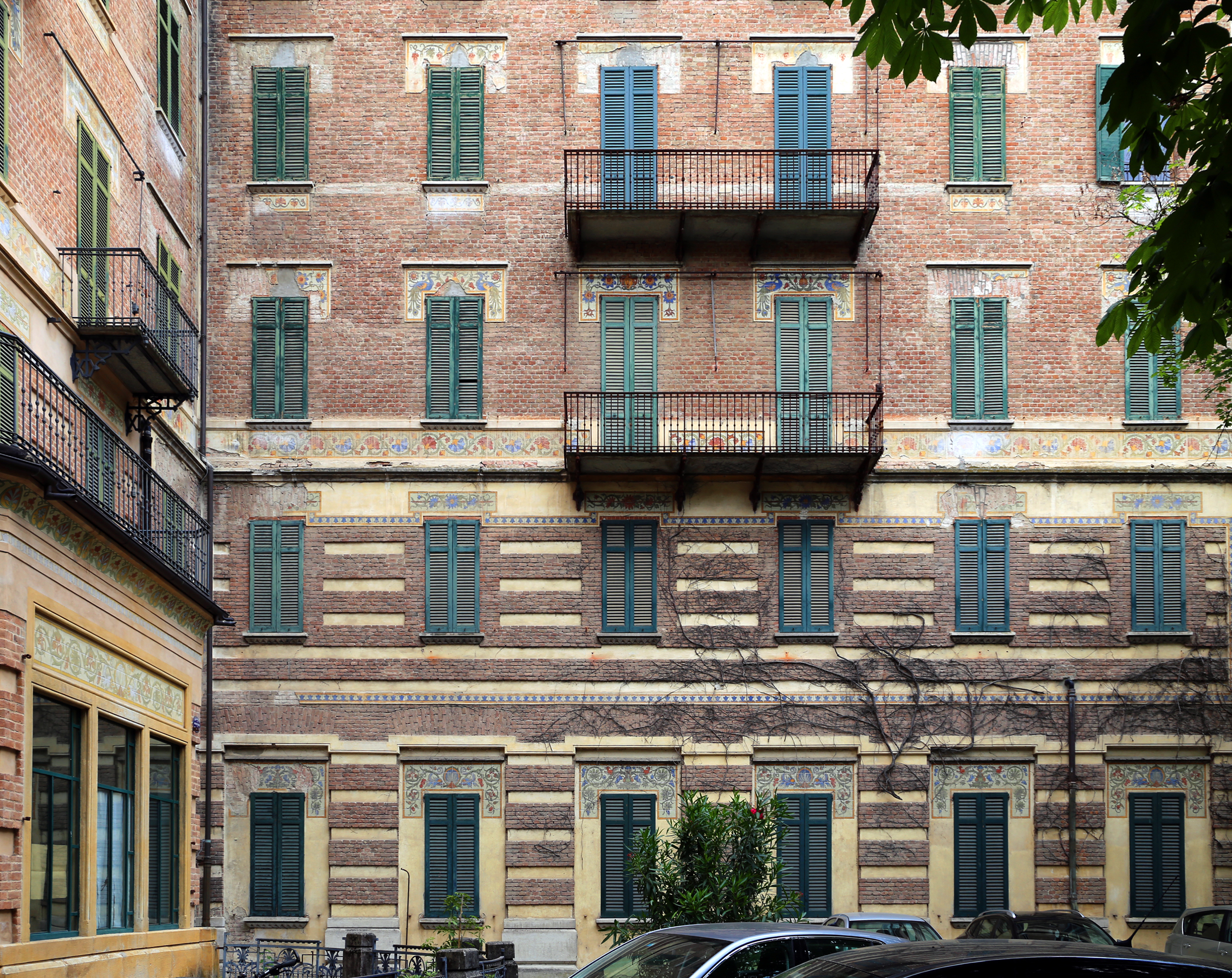
Fassade

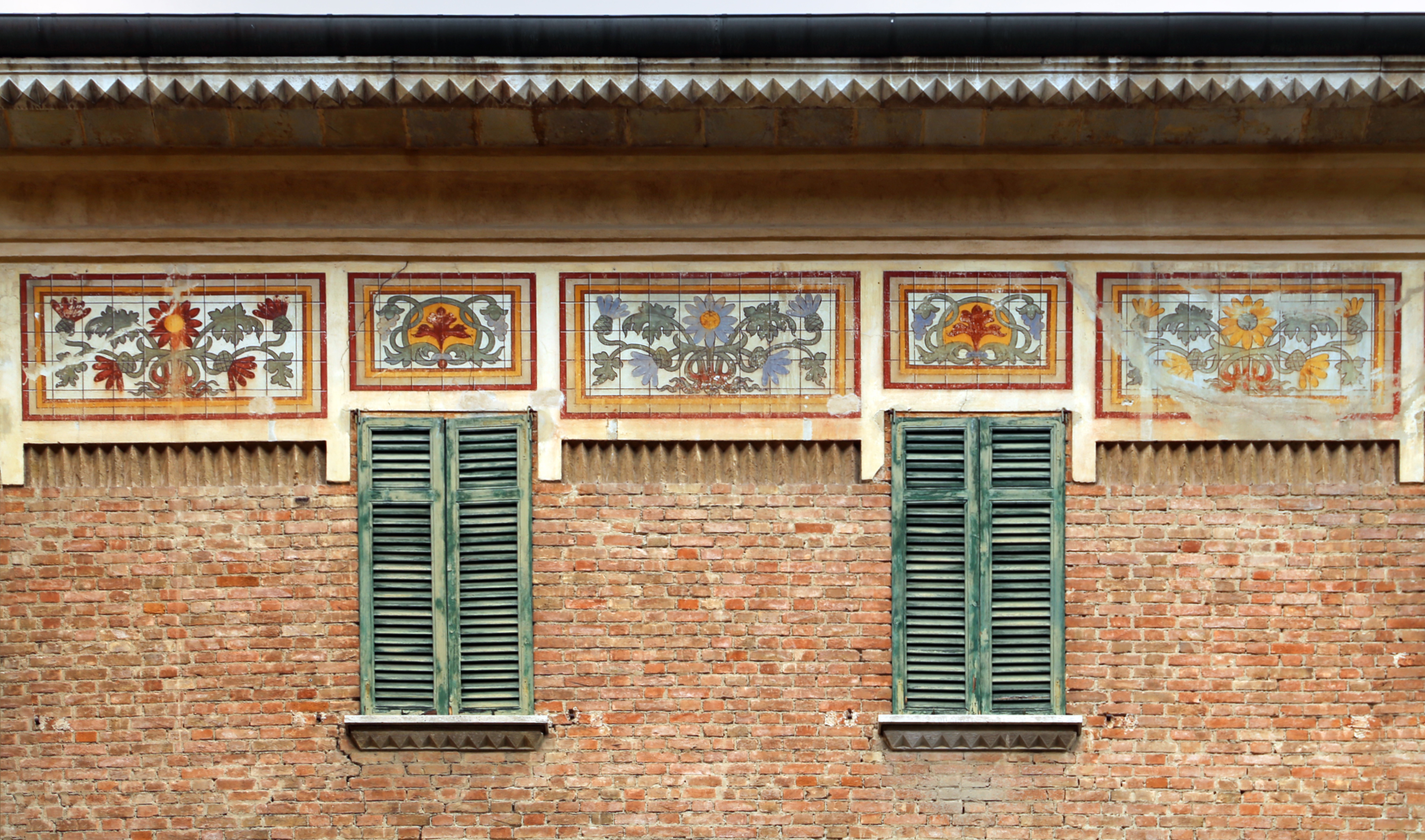
Dekorationen am Fries unter der Traufe

Der große Palast hat einen hufeisenförmigen Grundriss und fünf oberirdische Stockwerke sowie ein Tiefparterre und ein Dachgeschoss. In der Mitte der Rückfassade springt zum großen Park hin der 1927 angeschlossene Baukörper vor, an dessen Flanke sich das Auditorium Europa erhebt. In der Nähe fanden neben dem öffentlichen Freibad Giovanni Leoni auch einige Tennisplätze Platz.
Die Hauptansicht ist durch zahlreiche Jugendstildekorationen gekennzeichnet. Der Eingang ist mit einem kunstvollen Baldachin aus Schmiedeeisen bedeckt, der vom Künstler Alessandro Mazzucotelli geschaffen wurden, der die anderen Baluster des Hauptgebäudes ausgeführt hat. Die Architrave der Fenster sind dagegen mit Keramiken verziert, die von Gottardo Valentini, der auch die Seitenfassaden des Palastes schmückte, mit floralen Motiven dekoriert.
Im Inneren des großen Gebäudes, sind auf vier verschiedenen Ebenen insgesamt 17 Kongresssäle unterschiedlicher Größe und unterschiedlichen Fassungsvermögens verteilt, die insgesamt 2300 Personen aufnehmen können. Die verschiedenen Stockwerke sind durch eine Treppe in Eisen und Marmor mit Fresken an den Wänden und darüber hinaus durch Aufzüge und Lifte, von denen einer sogar noch original ist, miteinander verbunden.

### Säle im Tiefparterre

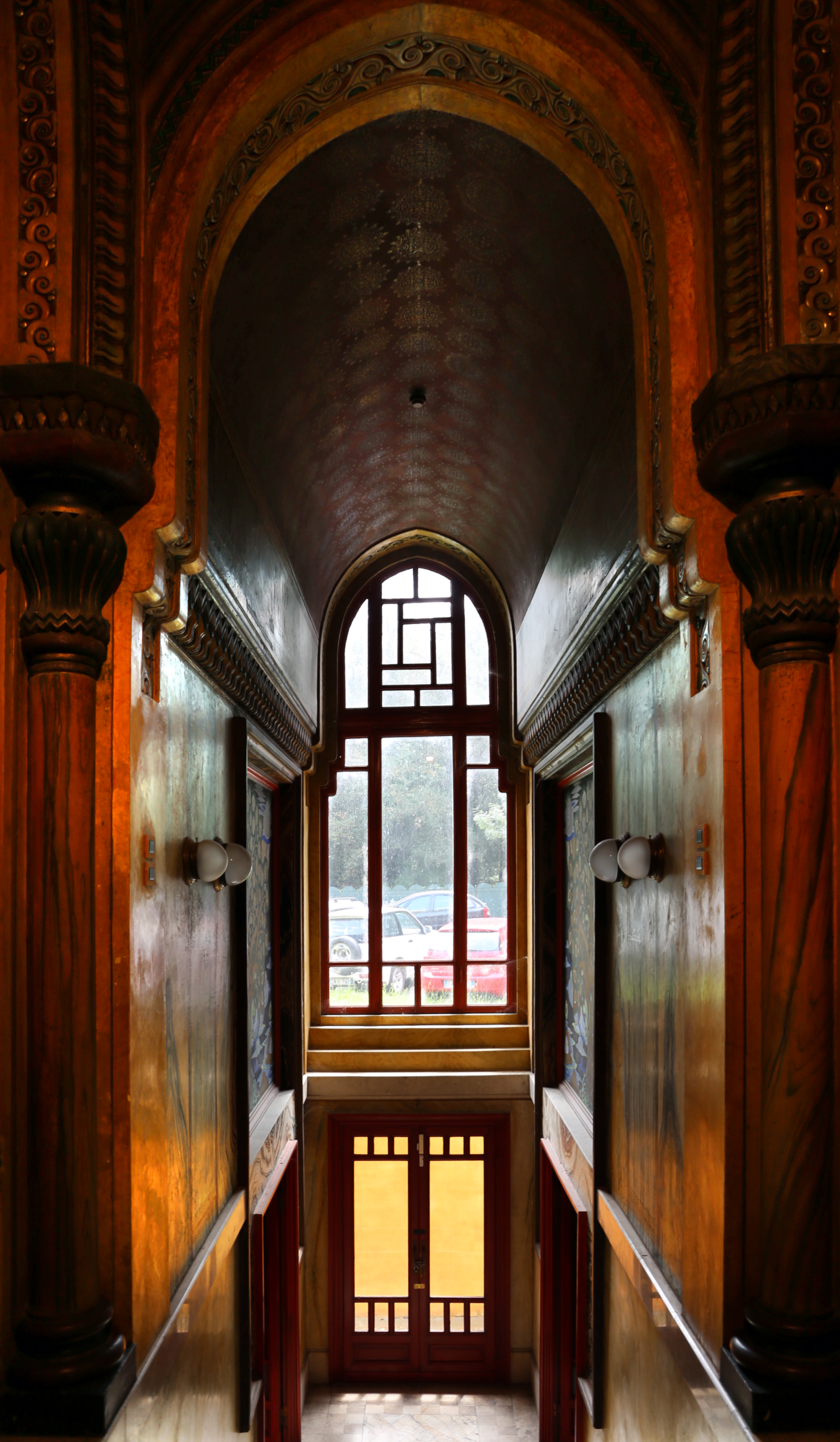
Zugangstreppe zur „Taverna Rossa“

Das Tiefparterre liegt unter dem Westflügel des Palastes, in dem die Gemeindebibliothek Gian Domenico Romagnosi liegt, auf der Rückseite des älteren Gebäudes unter dem modernen Auditorium Europa und im 1924–1927 angeschlossenen Baukörper. Dort liegen:
- das Atrium und der Säulensaal
- der Ritz-Saal
- die Taverna Rossa.[9]

#### Taverna Rossa

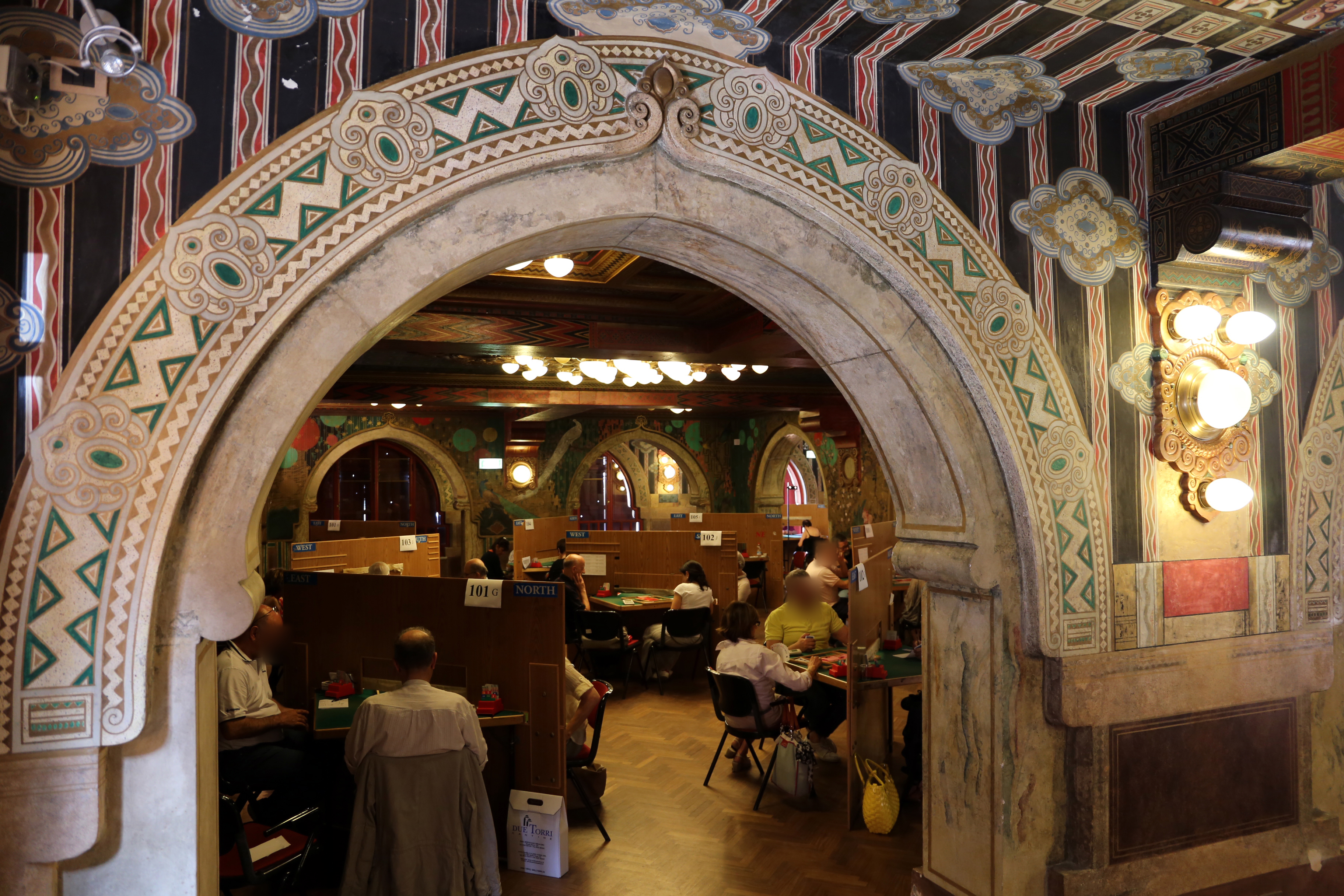
Taverna Rossa

Im Tiefparterre des in den 1920er-Jahren errichteten Baukörpers befindet sich die Taverna Rossa, die im Art-déco-Stil von Galileo Chini im selben exotischen Stil wie der darüber liegende, wertvolle Salon entworfen wurde, gleichzeitig im maurisch wie chinesisch. Sie sollte ursprünglich der Ausrichtung von Maskenbällen und kleinen Konzerten dienen, wird aber heute für Versammlungen und Ausstellungen genutzt.
Der große Raum ist durch besonders reiche Dekorationen gekennzeichnet. Unterbrochen durch eine Reihe von Bögen hat der Saal eine Kassettendecke, die hauptsächlich in roter Farbe mit geometrischen Motiven, hauptsächlich runden, verziert ist, die sich an den Wänden wiederholen, an denen es auch Fresken mit Darstellungen von Reihern, Pfauen, Fischen und Quallen gibt. Mit der gleichen, blutroten Farbe sind auch die originalen Möbel im chinesischen Stil lackiert, die vom Möbelschreiner Franco Spiccani aus Lucca geschaffen wurden, der auch die Lampen lieferte, die heute noch einige Säle des Palastes bereichern.

### Säle im Erdgeschoss
Im Erd- oder Hauptgeschoss, das ursprünglich die besonders wichtigen Gäste beherbergen sollte, war zur Zeit des Baus die königliche Wohnung untergebracht, luxuriöse Räume, die von der Königin Margarethe während ihrer Aufenthalte in Salsomaggiore Terme genutzt wurden. Heute liegen dort die wichtigsten Säle des Gebäudes, darunter neben dem Eingangsatrium:
- der maurische Salon
- der Lampensaal
- die Loggia
- der Pompadour-Saal
- der Mainardi-Saal
- das Atrium des Karyatidensaals
- das Atrium des Auditorium Europa.[9]

#### Maurischer Salon

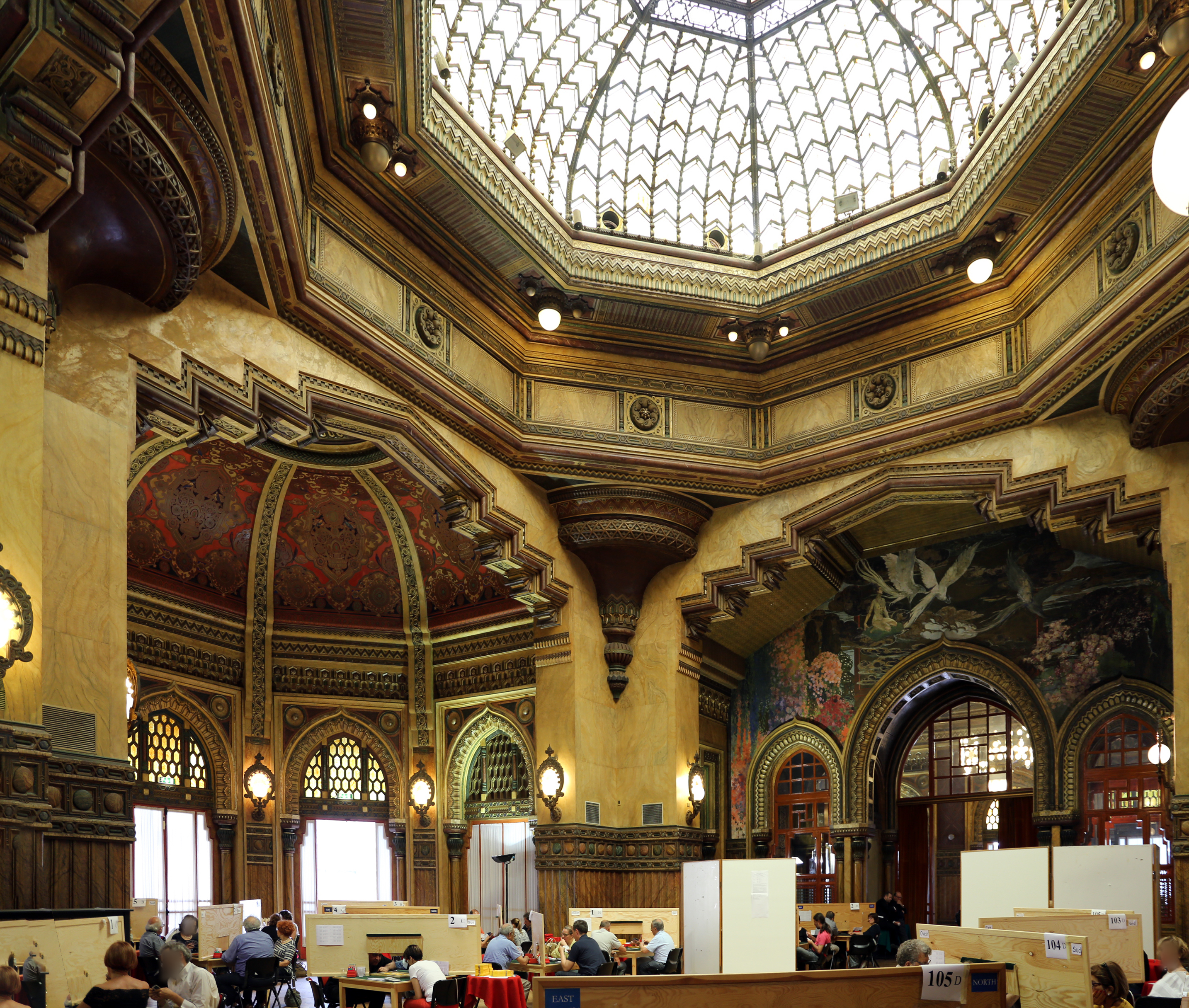
Maurischer Salon

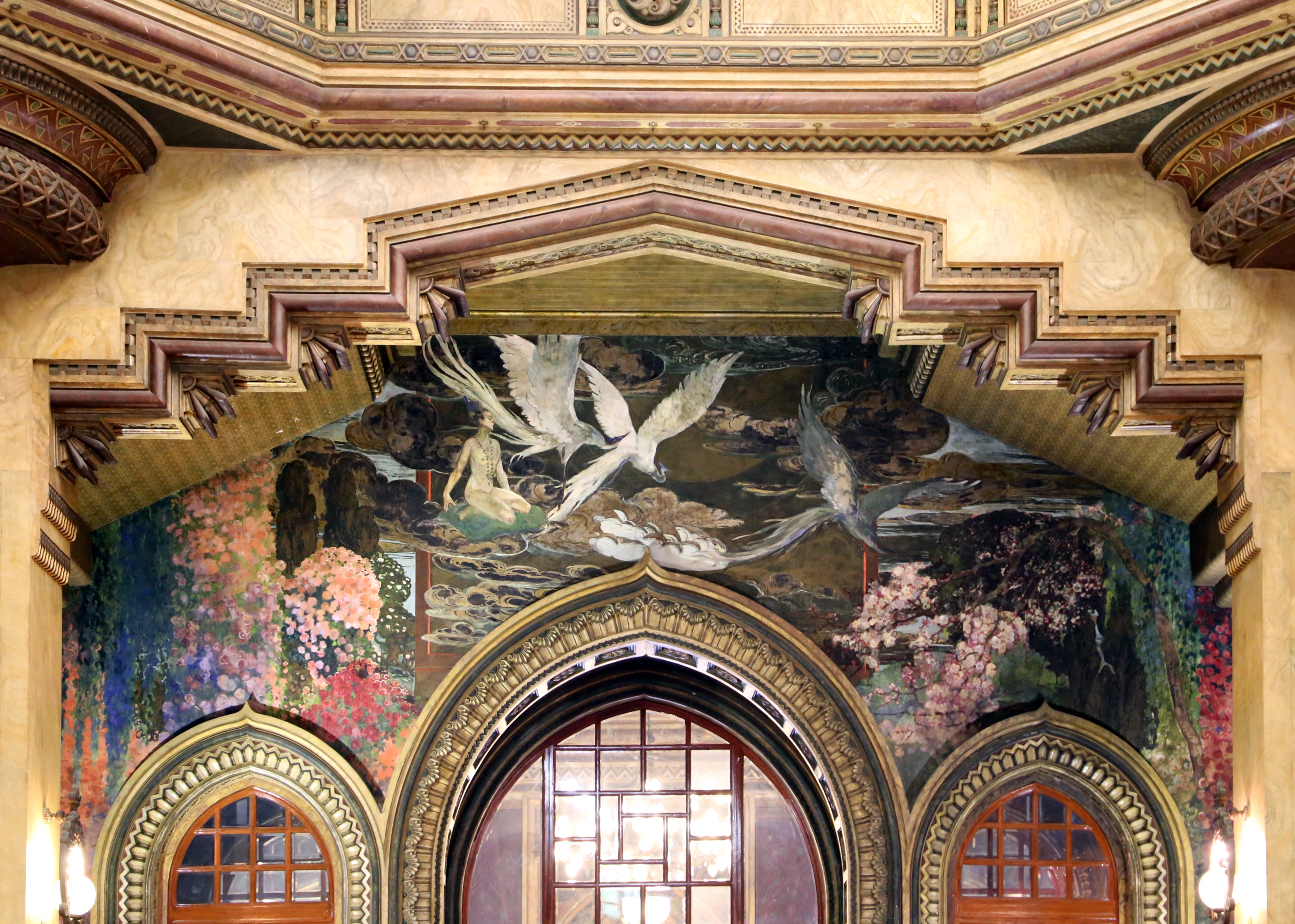
Ausschmückung des maurischen Salons

In Fortsetzung des verschwenderischen Eingangsatriums des Palastes folgt im Inneren des in den 1920er-Jahren angeschlossenen Baukörpers der maurische Salon, der von Galileo Chini 1926 projektiert und ausgeschmückt wurde, und zwar in einem besonderen Art-déco-Stil, der arabische und chinesische Elemente mischt. Der bühnenbildartige Raum, der ursprünglich als verschwenderischer Salon für Feste gedacht war, wird heute für Kongresse und Ausstellungen genutzt.
Der Zentralbau mit zwei Apsiden auf den Schmalseiten ist in der Mitte gedeckt von einer großen, achteckigen Kuppel in Schmiedeeisen und Glas, die von den Schmieden der Werkstatt von Antonio Veronesi und den Künstlern der Gießerei Chini aus Borgo San Lorenzo hergestellt wurde. Die Arabeskenverzierungen, die Teile der Wände und Decken bedecken, wechseln sich mit Fresken von Galileo Chini ab, die die beiden Hauptwände zieren und eine Neuinterpretation der Legende der Leda zeigen. Auch die Wände der Apsiden Malereien im maurischen Stil auf den Gewölbesegmenten bedeckt, während die Fenster von Bögen umrahmt sind, die von eleganten Säulen gestützt werden. Die Beleuchtung schließlich besteht aus einer Reihe zeitgenössischer Appliken.
Der Salon diente 1987 als Filmset für einige Szenen des Films Der letzte Kaiser von Bernardo Bertolucci.

#### Lampensaal

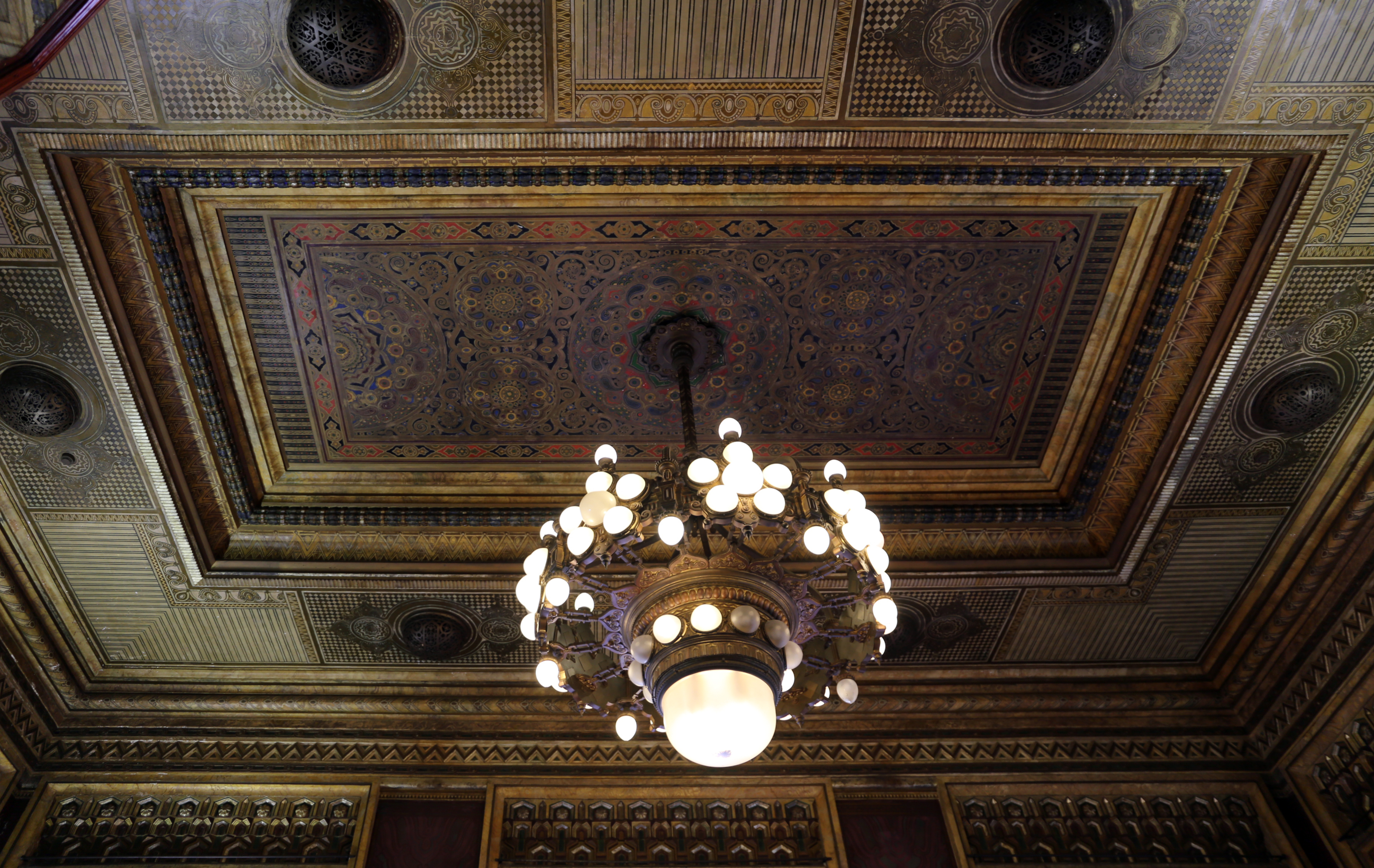
Decke des Lampensaals

In Fortsetzung des maurischen Salons öffnet sich der Lampensaal, der ebenfalls von Galileo Chini projektiert wurde. Er war ursprünglich als Bar des Festsalons gedacht und bildet noch heute einen Teil des angrenzenden Raumes, hat aber seine anfängliche Funktion verloren.
Der Raum, der durch zahlreiche, von Säulen und vergoldeten Bögen umrahmte Fenstertüren belichtet wird,  zeigt dieselben stilistischen Kennzeichen des Art déco wie der maurische Salon, wenn auch in kleinerem Rahmen. Das wertvollste Element aber ist die große, besondere Lampe, die von der Mitte der Decke herabhängt und mit Fresken von Arabeskenmotiven, gerahmt von vergoldeten Verzierungen, versehen ist.

#### Loggia
Eine Seite des maurischen Salons und drei äußere Fronten des Lampensaals öffnen sich auf die Loggia hinaus, die sich in Hufeisenform um den in den 1920er-Jahren angeschlossenen Anbau erstreckt. Die erhöhte Veranda, die von Ugo Giusti und Galileo Chini im selben Art-déco-Stil mit orientalischem Einfluss, wie er bereits aus den beiden angrenzenden Räumen bekannt ist, geschaffen wurde, öffnet sich mit einer Balustrade zum großen Park des Palastes. Die Decke, die von einer Reihe steinerner Säulen mit historisierenden Kapitellen getragen wird, ist mit Fresken geometrischer Zeichnungen zwischen den Holzbalken verziert.

#### Karyatidensaal

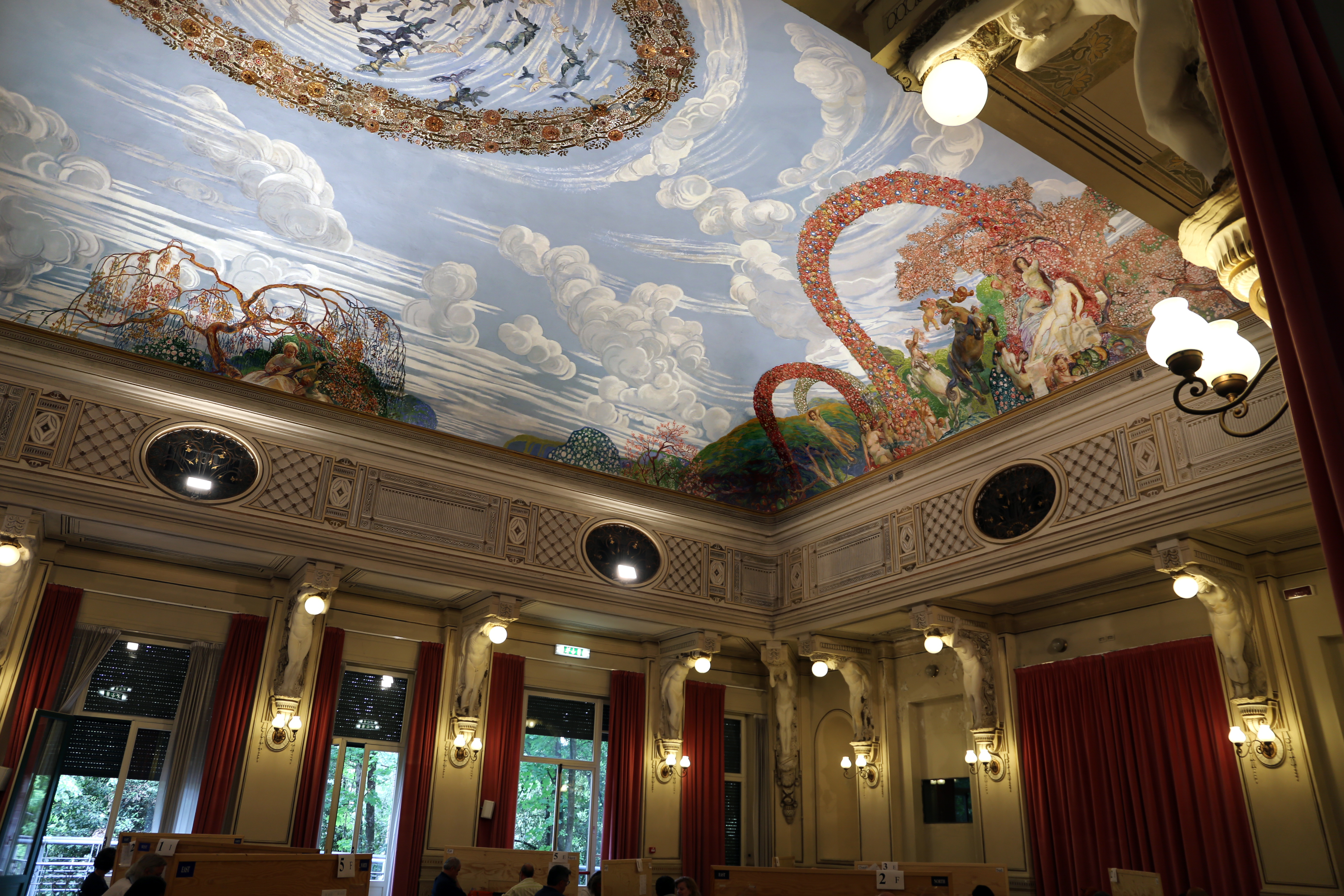
Karyatidensaal

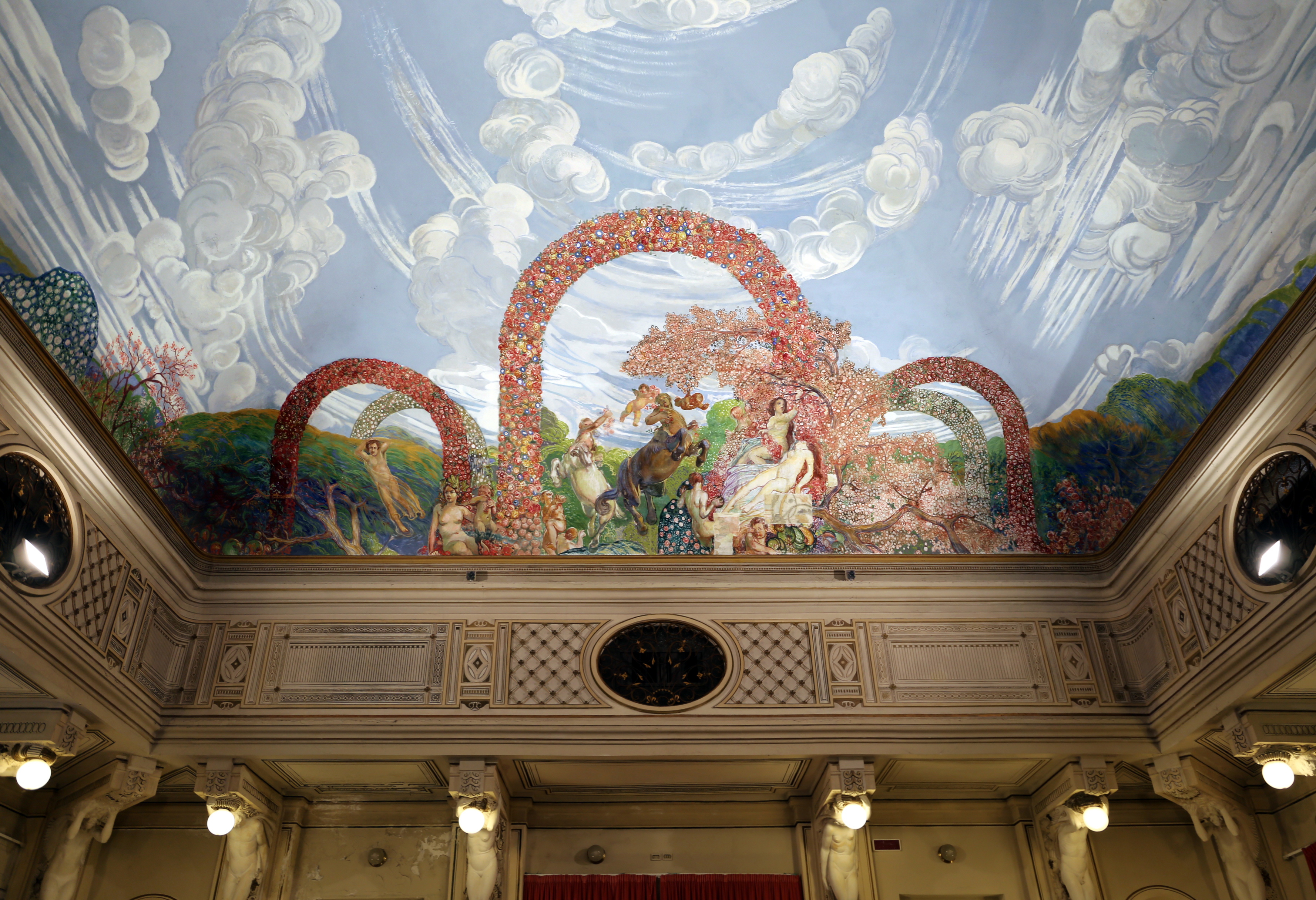
Ausschmückung des Karyatidensaals

In dem kleinen Bau, der an den Westflügel des Palastes anschließt, liegt der Karyatidensaal, der bereits zur Bauzeit des ursprünglichen Gebäudes geschaffen wurde, aber von Galileo Chini in den 1920er-Jahren umgebaut wurde. Er sollte ursprünglich als Speisesaal dienen und wird heute als Kongress- und Ausstellungssaal genutzt.
Der rechteckige Raum ist durch die Balustrade gekennzeichnet, die sich entlang der vier Außenseiten erstreckt und von Konsolen gestützt wird, die mit Stuck und von Salvatore Aloisi geschaffenen Skulpturen verziert sind, die männliche und weibliche Figuren darstellen. Diese sind Allegorien der Gesundheit und der Schönheit der Körper, die als Karyatiden das Gebäude zu stützen scheinen. Das Tonnengewölbe mit Pavillonkopf oben ziert ein großes Jugendstilfresko in japanischem Stil, das von Galileo Chini gemalt wurde und einige Landschaften und das Himmelsgewölbe mit einem Vogelschwarm in einem Blumenoval in der Mitte zeigt. Von den ursprünglichen Dekorationen von Gottardo Valentini sieht man heute nur noch die Bilderfriese außen.

#### Auditorium Europa
Im Inneren des 1988 an die Rückseite des Palastes angefügten Baukörpers erhebt sich das große Auditorium Europa mit einer Fläche von 600 m² und 750 Sitzplätzen. Der moderne Raum wird für Konzerte, Kongresse und Modenschauen genutzt.

### Säle im ersten und zweiten Obergeschoss

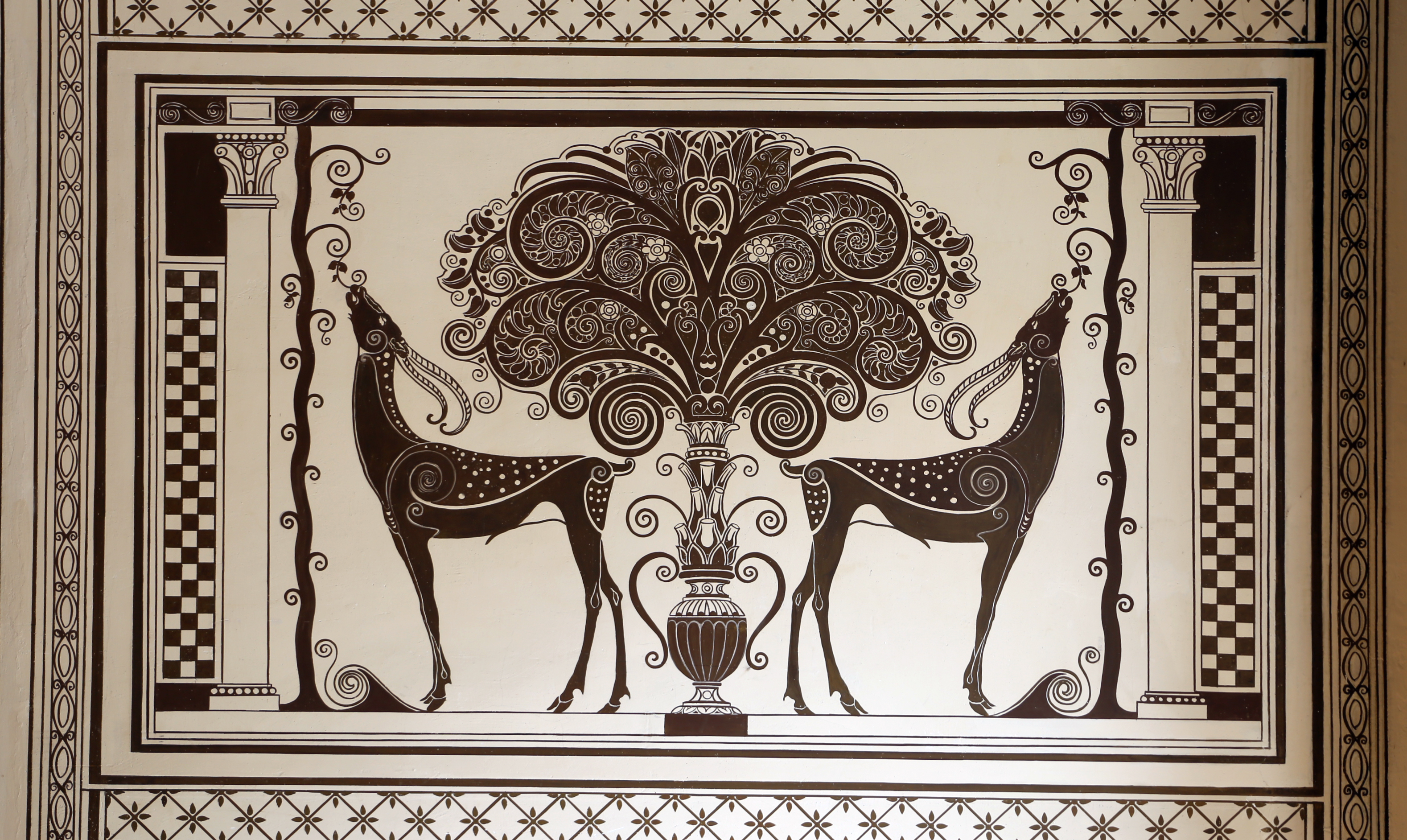
Wandpaneel mit zwei Antilopen

Im ersten und im zweiten Obergeschoss erhielt man in den 1990er-Jahren aus den alten Zimmern des Hotels weitere, kleinere Säle für Kongresse, die nach bekannten Musikern benannt wurden, die Salsomaggiore Terme in der ersten Hälfte des 20. Jahrhunderts besuchten.
Im ersten Obergeschoss finden sich:
- der Toscanini-Saal
- der Verdi-Saal
- der Tamagno-Saal
- der Caruso-Saal.[17]

Im zweiten Obergeschoss finden sich neben dem Marzaroli-Saal:
- der Barberini-Saal
- der Tebaldi-Saal
- der Callas-Saal.[17]